# Alfred Russel Wallace
Alfred Russel Wallace, OM, FRS (n. 8 ianuarie 1823, Usk⁠(d), Țara Galilor, Regatul Unit al Marii Britanii și Irlandei – d. 7 noiembrie 1913, Broadstone⁠(d), Anglia, Regatul Unit al Marii Britanii și Irlandei) a fost un antropolog, biolog, biogeograf, evoluționist și explorator englez. Wallace este cel mai bine cunoscut pentru prezentarea independentă a unei teorii a selecției naturale, ceea ce l-a făcut pe Charles Darwin să publice propria sa teorie evoluționistă.

## Povestea publicării teoriei evoluționiste
În 1856, Wallace intră în corespondență cu Charles Darwin.
El era, în acel an, plecat de doi ani pentru cercetări biologice în Arhipelagul Malaiez. De aici, îi trimite lui Darwin un articol cu rugămintea ca acesta să îl dea spre publicare. Titlul articolului era "Cu privire la tendința varietăților de a se îndepărta indefinit de tipul inițial". În articol, Wallace formulează concepția sa despre originea speciilor, enunțând principiul luptei pentru existență și al selecției. Lupta pentru existență și selecția naturală erau două principii la care ajunsese și Darwin încă din 1842 în prima schiță a teoriei sale evoluționiste, schiță care nu a fost arătată nici unei persoane și care a fost descoperită abia după 14 ani de la moartea sa. Această situație (și anume că o altă persoana va publica înaintea lui Darwin Teoria evoluționistă) fusese prevăzută de doi prieteni ai lui Darwin, Charles Lyell și Joseph Dalton Hooker. Aceștia îl sfătuiseră pe Darwin încă din 1844 să publice teoria sa, dar el a considerat că materialul pe care se sprijinea teoria sa era insuficient și deci mai trebuia așteptat și strâns material. Corect și modest, Darwin este pe punctul de a renunța la prioritatea asupra teoriei. Însă cei doi prieteni ai săi, Lyelle și Hooker, care cunoșteau teoria elaborată de Darwin încă din 1844, îl sfătuiesc pe acesta să prezinte concomitent cele două teorii la Societatea Linneană. Acest eveniment istoric se petrece la 1 iulie 1858 când în ședința Societății Linneene, Darwin prezintă articolul lui Wallace și un scurt rezumat al teoriei sale.